# Ditta maestrensis
Ditta maestrensis är en törelväxtart som beskrevs av Attila L. Borhidi. Ditta maestrensis ingår i släktet Ditta och familjen törelväxter. Inga underarter finns listade i Catalogue of Life.